# Kasama (Ibaraki)
Kasama (jap. 笠間市, -shi) ist eine Stadt in der Präfektur Ibaraki in Japan.

## Geographie
Kasama liegt westlich von Mito und nördlich von Tsuchiura.

## Geschichte
Kasama erhielt am 1. August 1958 das Stadtrecht.

## Sehenswürdigkeiten

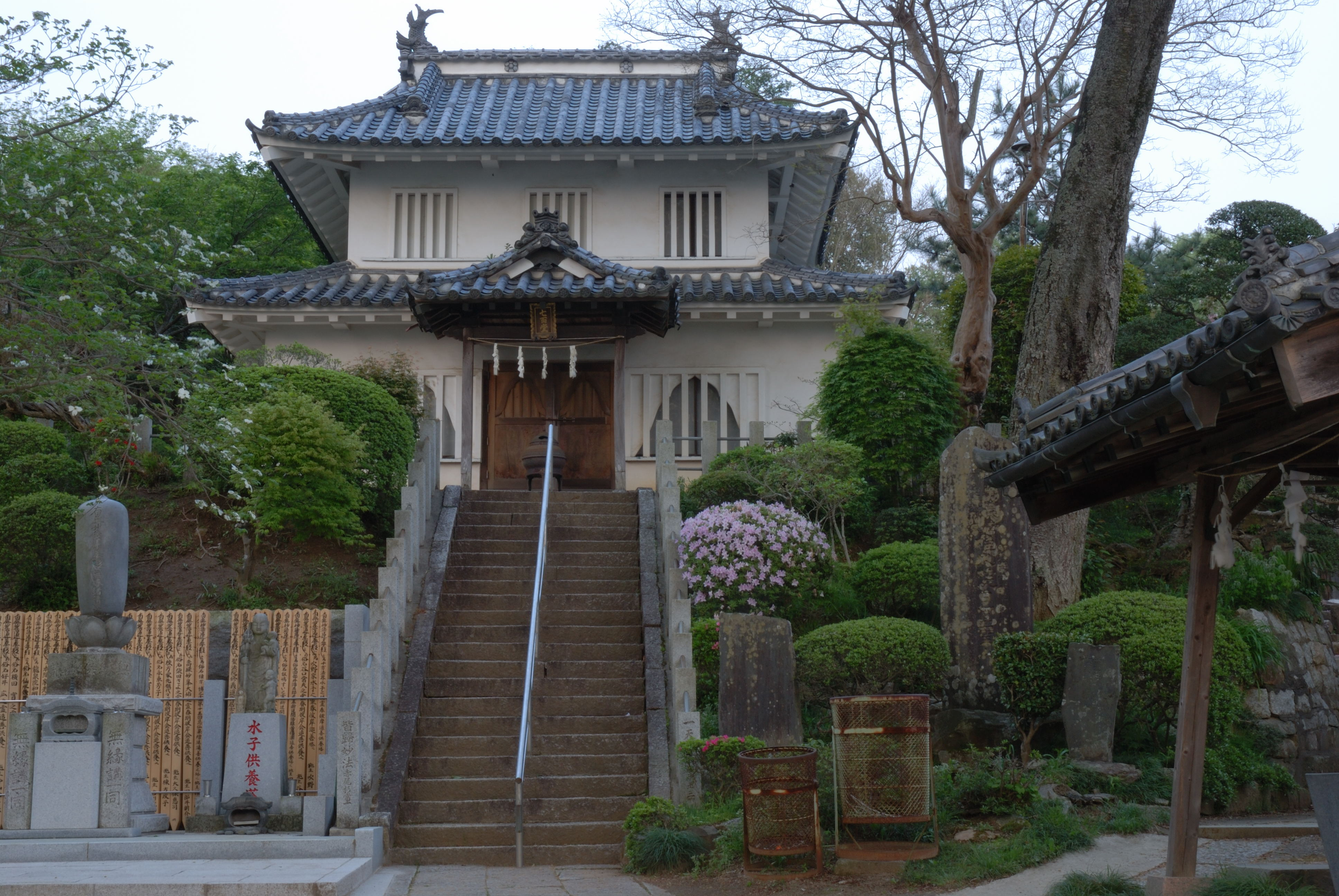
Hachiman-Wachturm (八幡台櫓, Hachiman-dai yagura) der Burg Kasama

- Burg Kasama (笠間城, Kasama-jō)
- Shōfuku-ji

## Verkehr
- Zug:
  - JR Jōban-Hauptlinie, nach Ueno (Tōkyō) und Sendai
  - JR Mito-Linie, nach Oyama und Mito
- Straße:
  - Jōban-Autobahn, nach Tokio und Iwaki
  - Kitakantō-Autobahn
  - Nationalstraße 50, nach Maebashi und Mito

## Angrenzende Städte und Gemeinden
- Mito
- Ishioka
- Sakuragawa
- Omitama

## Persönlichkeiten
- Fuga Sato (* 1996), Sprinter